# Erste Hellenische Republik
Als Erste Hellenische Republik (griechisch Αʹ Ελληνική Δημοκρατία) wird die erste Staatsform Griechenlands in der Neuzeit bezeichnet. Hellenische Republik wird dabei als historiographischer Term, äquivalent zur offiziellen Staatsbezeichnung Hellenischer Staat bzw. Hellenische Politeía (altgriechisch Πολιτεία, lateinisch Res publica) verwendet.

## Geschichte
Bereits kurz nach Beginn der Griechischen Revolution von 25. März 1821 wurden verschiedene regionale Regierungsräte gebildet, an deren Stelle Anfang 1822 die Erste Nationalversammlung in Epidavros trat, die auch die erste Verfassung des modernen Griechenland verabschiedete und eine Regierung unter der Führung von Alexandros Mavrokordatos einsetzte.  Die Regierung unter Mavrokordatos bezeichnete sich als Vorläufige Verwaltung von Griechenland. Griechenland erklärte sich am 15. Januar 1822 für unabhängig, wurde international aber noch nicht anerkannt.

Auf der Dritten Nationalversammlung in Troizen 1827 wurde die Gründung des Hellenischen Staates beschlossen und Ioannis Kapodistrias für eine siebenjährige Amtszeit zum ersten Regenten und Staatsoberhaupt bestimmt. Er trug den Titel des Gouverneurs von Griechenland (griechisch Κυβερνήτης τῆς Ἑλλάδος), die Epoche seiner Regentschaft wird danach auch häufig als Gouvernement (griechisch Κυβερνεῖον) bezeichnet.

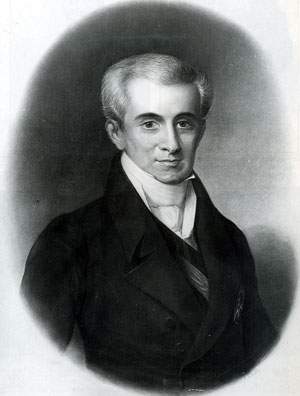
Ioannis Kapodistrias als Gouverneur von Griechenland (Lithographie von L. Nikiadis)

Um auf die gewaltigen militärischen Bedrohungen durch das  Osmanische Reich und die zahlreichen humanitären und innenpolitischen Herausforderungen reagieren zu können, verlangte Kapodistrias kurz nach seiner Amtseinführung im Januar 1828 von der dritten Nationalversammlung vorübergehend die Verfassung außer Kraft zu setzen und ihn mit weitreichenden Vollmachten auszustatten, was ihm von der Nationalversammlung auch bewilligt wurde.

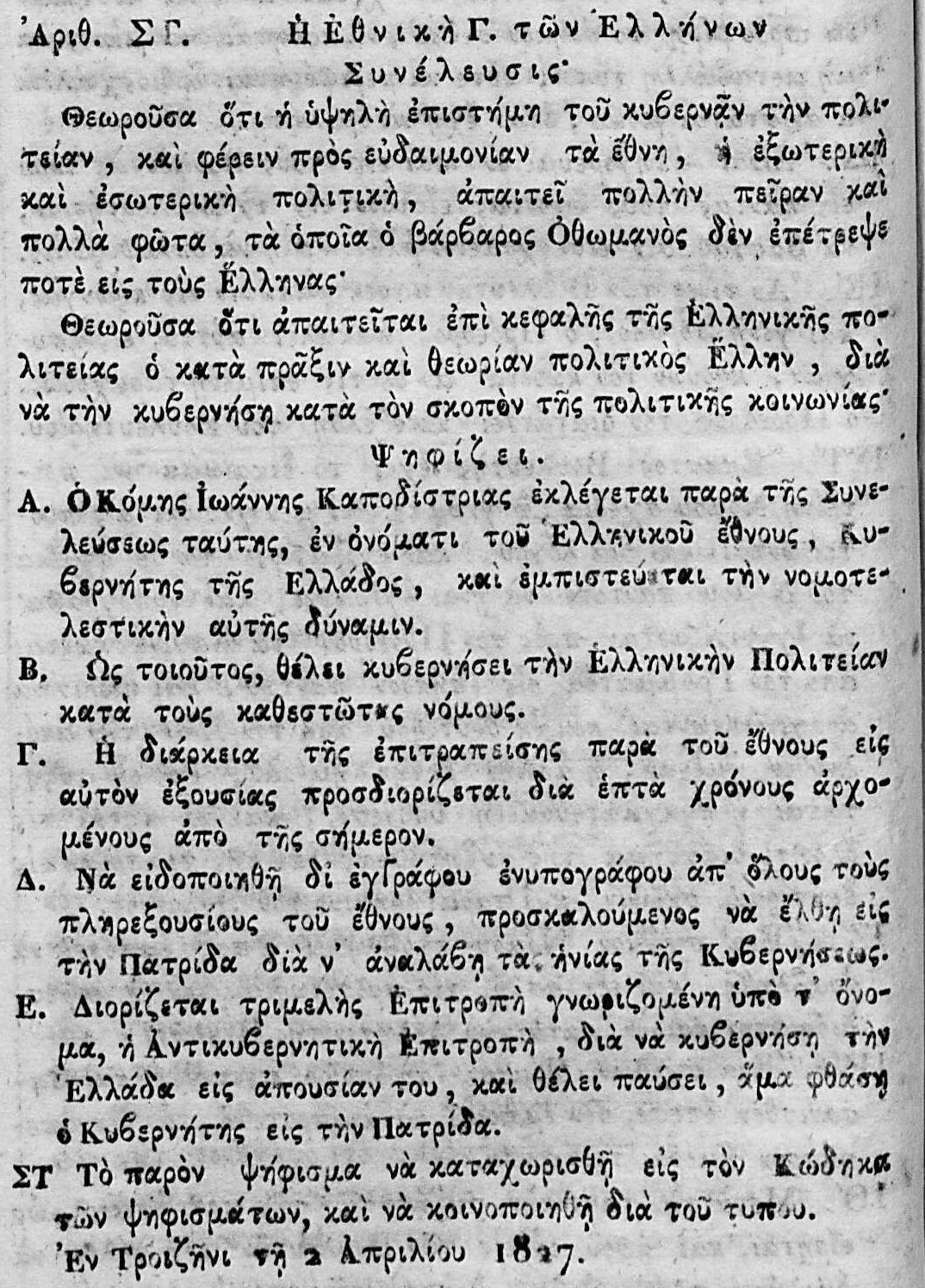
Beschluss zur Ernennung von Kapodistrias zum Gouverneur des erstmals so bezeichneten Hellenischen Staates

In die Zeit der Regentschaft von Kapodistrias fallen entscheidende militärische Siege gegen das Osmanische Reich und die internationale Anerkennung der Souveränität von Griechenland durch das Londoner Protokoll von 1830.  Weitere Schritte zur Etablierung des griechischen Staatswesens waren die Einführung des Phönix als Währung Griechenlands 1828 und die Gründung der ersten Investitionsbank, Versicherungsgesellschaft und Offiziersschule.
Große Anstrengungen mussten auch zur Bewältigung der humanitären Folgen des Krieges unternommen werden, insbesondere zur Versorgung der zahlreichen Kriegswaisen und zur Bepflanzung der landwirtschaftlichen Nutzflächen, die von den Osmanen und insbesondere deren ägyptischen Vasallen unter Ibrahim Pascha systematisch zerstört worden waren.
Im Jahr 1829 fanden in Griechenland die ersten demokratischen Direktwahlen statt, wobei Kapodistrias gegen politische Widerstände durchsetzen konnte, dass alle Einwohner griechischer Herkunft wahlberechtigt sein sollten und nicht etwa nur diejenigen, die Landbesitz vorweisen konnten.  Aus der Wahl ging die Vierte Nationalversammlung in Argos hervor, die das Handeln von Kapodistrias rückwirkend bestätigte und die Schaffung eines 27-köpfigen Senats (griechisch Γερουσία) beschloss, wobei der Gouverneur Kapodistrias jedoch der nächsten Nationalversammlung und nicht etwa dem Senat Rechenschaft schuldig sein sollte.
Obgleich Kapodistrias sehr wohl versuchte, die aus Zeit der Osmanenherrschaft alteingesessenen regionalen griechischstämmigen Machthaber, in seine Politik mit einzubinden, gelang es ihm letztendlich nicht, eine Konfrontation mit ihnen zu vermeiden. Viele Familien aus der lokalen griechischen Elite, wie die Familie Mavromichalis, hatten die griechische Revolution unterstützt und zahlreiche eigene Familienangehörige als Opfer zu beklagen. Diese Familien beanspruchten viele alte Privilegien, wie das Recht im Namen des Staates, aber in eigener Regie, in ihrem lokalen Einflussbereich Steuern einzutreiben. Kapodistrias lehnte dies ab.  Auch viele griechische Händler, die durch den Seehandel zu Wohlstand gekommen waren und die griechische Revolution mit hohen Summen unterstützt hatten, beanspruchten nun eine angemessene finanzielle Entschädigung für ihre Aufwendungen. Kapodistrias erkannte das Recht der Händler auf Entschädigung prinzipiell an, musste sie jedoch aufgrund der angespannten Haushaltslage auf später vertrösten. Viele Gelehrte wie Adamantios Korais kritisierten Kapodistrias scharf, weil er die Macht zu sehr zentralisiert habe.
Obwohl Kapodistrias zu Beginn seiner Amtszeit auch unter der alteingesessenen griechischen Elite noch allgemeine Anerkennung genoss, wandelte sich die Gesinnung eines großen Teils der Elite Kapodistrias gegenüber zunehmend in offene Feindschaft. Es kam zu lokalen Aufständen, denen Kapodistrias militärisch erfolgreich entgegnete; er ließ auch Petros Mavromichalis in Festungshaft setzen. Auf der Insel Hydra trafen sich daraufhin Händler und lokale Machthaber aus ganz Griechenland und verschworen sich Kapodistrias zu ermorden.  Auf Hydra wurde die Zeitung Apollon gedruckt, die offen zur Ermordung von Kapodistrias aufrief. Obwohl Kapodistrias die offenen Drohungen ihm gegenüber wahrnahm, lehnte er es kategorisch ab, sich mit einer militärischen Leibgarde zu umgeben, und beschäftigte lediglich einen einarmigen Leibwächter. Beim sonntäglichen Kirchgang wurde Ioannis Kapodistrias schließlich am 27. September 1831 in Nafplio von Konstantinos und Georgios Mavromichalis direkt vor dem Eingang der Kirche ermordet. Konstantinos und Georgios Mavromichalis hatte er zuvor zwar unter polizeiliche Aufsicht stellen lassen, jedoch waren die Polizisten, die beide bewachen sollten, an der Verschwörung gegen Kapodistrias beteiligt.
Der Bruder von Ioannis Kapodistrias Augustinos Kapodistrias wurde zum Übergang als Vorsitzender der Verwaltungskommission eingesetzt, gab jedoch aufgrund der unüberwindlichen politischen Querelen nach einigen Monaten auf.
Bald darauf schalteten sich die Signatarmächte der griechischen Unabhängigkeit Großbritannien, Frankreich und Russland ein, die die republikanischen Bestrebungen in Griechenland seit längerem kritisch verfolgt hatten und stets eine monarchistische Staatsform für Griechenland präferierten. Im Jahr 1829 wurde Prinz Philipp von Hessen-Homburg als Kandidat für den griechischen Königsthron gehandelt. Der englische Vorschlag wurde auch von Russland gutgeheißen, aber von Frankreich abgelehnt. Im Februar 1830 boten sie dann Leopold von Sachsen-Coburg und Gotha die griechische Krone an, der jedoch zu Gunsten der Krone Belgiens ablehnte. Im Jahre 1832 schlugen sie Otto von Wittelsbach vor. Das zweite Londoner Protokoll, das der Vater von Otto, König Ludwig I. von Bayern für Otto am 7. Mai 1832 unterschrieb und das von der Fünften Nationalversammlung in Nafplio am 8. August 1832 einstimmig angenommen wurde, ernannte Otto zum König von Griechenland. Vom Dezember 1832 an war Otto durch Italien auf dem Weg in sein neues Königreich. An Bord der britischen Fregatte Madagascar erreichte er  am 25. Januar 1833 die damalige griechische Hauptstadt Nafplion.

## Staatsoberhäupter
| Alexandros Mavrokordatos             | 13. Januar 1822 – 10. Mai 1823           | Vorsitzender des Exekutivrates                                                    |
| Petros Mavromichalis                 | 10. Mai 1823 – 30. Dezember 1823         | Vorsitzender des Exekutivrates                                                    |
| Georgios Kountouriotis               | 30. Dezember 1823, 1823 – 26. April 1826 | Vorsitzender des Exekutivrates                                                    |
| Andreas Zaimis                       | 26. April 1826 – 14. April 1827          | Vorsitzender des Exekutivrates                                                    |
| Georgios Mavromichalis               | 14. April 1827 – 18. Januar 1828         | Vorsitzender des gouvernementalen Rates bis zur Ankunft des gewählten Gouverneurs |
| Ioannis Kapodistrias                 | 18. Januar 1828 – 27. September 1831     | Gouverneur von Griechenland                                                       |
| Augustinos Kapodistrias              | 27. September 1831 – 28. März 1832       | Vorsitzender der Verwaltungskommission                                            |
| verschiedene Verwaltungskommissionen | 28. März 1832 – 25. Januar 1833          | Übergangslösung bis zur Ankunft König Ottos                                       |